# Oranje mestzwammetje
Het oranje mestzwammetje (Cheilymenia granulata) is een schimmel behorend tot de familie Pyronemataceae. Het zijn kleine paddenstoeltjes die regelmatig voorkomen op koeienmest. Minder vaak komt het voor op mest van paarden en geiten. Ze komen voor in voedselrijke graslanden. Ze staan meestal met grote aantallen tezamen.

## Kenmerken
Vruchtlichamen
De vruchtlichamen hebben een diameter tot 5 millimeter en een hoogte van 0,5 tot 1,5 millimeter. Het hymenium is aan de bovenkant vlak glad of fijn bobbelig, maar korrelig en niet behaard aan de rand. Ze hebben een oranjegele kleur die bij het drogen rijk oranjerood wordt.
Steel
Deze paddenstoel bezit geen steel, maar groeit direct op het substraat.
Geur en smaak
De paddenstoelen zijn niet eetbaar.
Sporen
De ascus is achtsporig en heeft een afmeting van 180 tot 210 × 10 tot 12 µm. De elliptische ascosporen zijn  14,5 × 7-9 µm  groot, glad en hebben geen druppel.

## Verspreiding
Het oranje mestzwammetje is een veel voorkomende Europese soort die het hele jaar door verschijnt (meestal in de zomer en herfst). Sporadisch wordt het ook buiten Europa aangetroffen in landen als: Noord-Amerika, Rusland, Australië en Nieuw-Zeeland. Het komt in Nederland algemeen voor. Het is niet bedreigd en staat niet op de rode lijst.